# Pareuplexia metallica
Pareuplexia metallica là một loài bướm đêm trong họ Noctuidae.